# Río Pico (Figueroa)
El río Pico es un curso natural de agua que nace en Argentina, fluye con dirección general oeste, cruza la frontera internacional hacia Chile y desemboca finalmente en la ribera norte del río Figueroa (Rosselot).

## Trayecto
El río se forma por la unión de varios arroyos, entre ellos el Tromenco, Justino, Hahn, de la Herrería, Jaramillo, Campanario y Nikson. Una serie de diez lagos ubicados sobre ambas márgenes, los lagos Pico, aportan sus derrames al río principal: el Lago Pico Número Uno (margen izquierda), el río Nelson que recibe el efluente del Lago Pico Número Dos (margen izquierda), el Lago Pico Número Tres (margen izquierda), el Lago Pico Número Cuatro (margen derecha), el Lago Pico Número Cinco (margen derecha) El afluente más importante es el Arroyo Pampa.
Luego, con orientación Sur-Norte, coincidiendo aproximadamente con el límite internacional, cruza la frontera entre los hitos 19 y 20 y desemboca en el río Figueroa.
Tanto Argentina como Chile, la topografía de la cuenca es empinada y tiene estrechos desfiladeros. En el lado argentino, la cuenca mide unos 2444 km².

## Historia
Una página web del gobierno argentino sostiene que el río Pico y el Figueroa son lo mismo, lo cual no corresponde a lo escrito por Hans Niemeyer en su obra listada en la bibliografía (pág. 7): Pero sin duda el principal tributario del río Figueroa es el río Pico.
El río le debe su nombre al ingeniero Octavio Pico Burgess (1837-1892), en honor a su tarea como perito en el conflicto limítrofe entre Argentina y Chile.
Luis Risopatrón lo describe en su Diccionario Jeográfico de Chile de 1924:
Pico (Rio). 41° 12' 71° 50' En sus riberas se erijieron dos pirámides divisorias con la Arjentina en 1903, en un valle de unos 3 kilóme+ros de ancho, en el que la línea de límites vaya sobre el valle como por sobre pequeñas colinas; corre hácia el W en un pajón cubierto de bosques i qüilantales i se echa al rio Figueroa, del lago Rosselot, del rio Palena; nombre puesto en honor del Perito Arjentino en la cuestión de límites con Chile, señor Octavio Pico (1890). 120, p. 154 i 167; 134; i 156.

## Población, economía y ecología
La pesca (generalmente de trucha), el rafting y kayak se practican en todo el río.